# Đại Hiệp

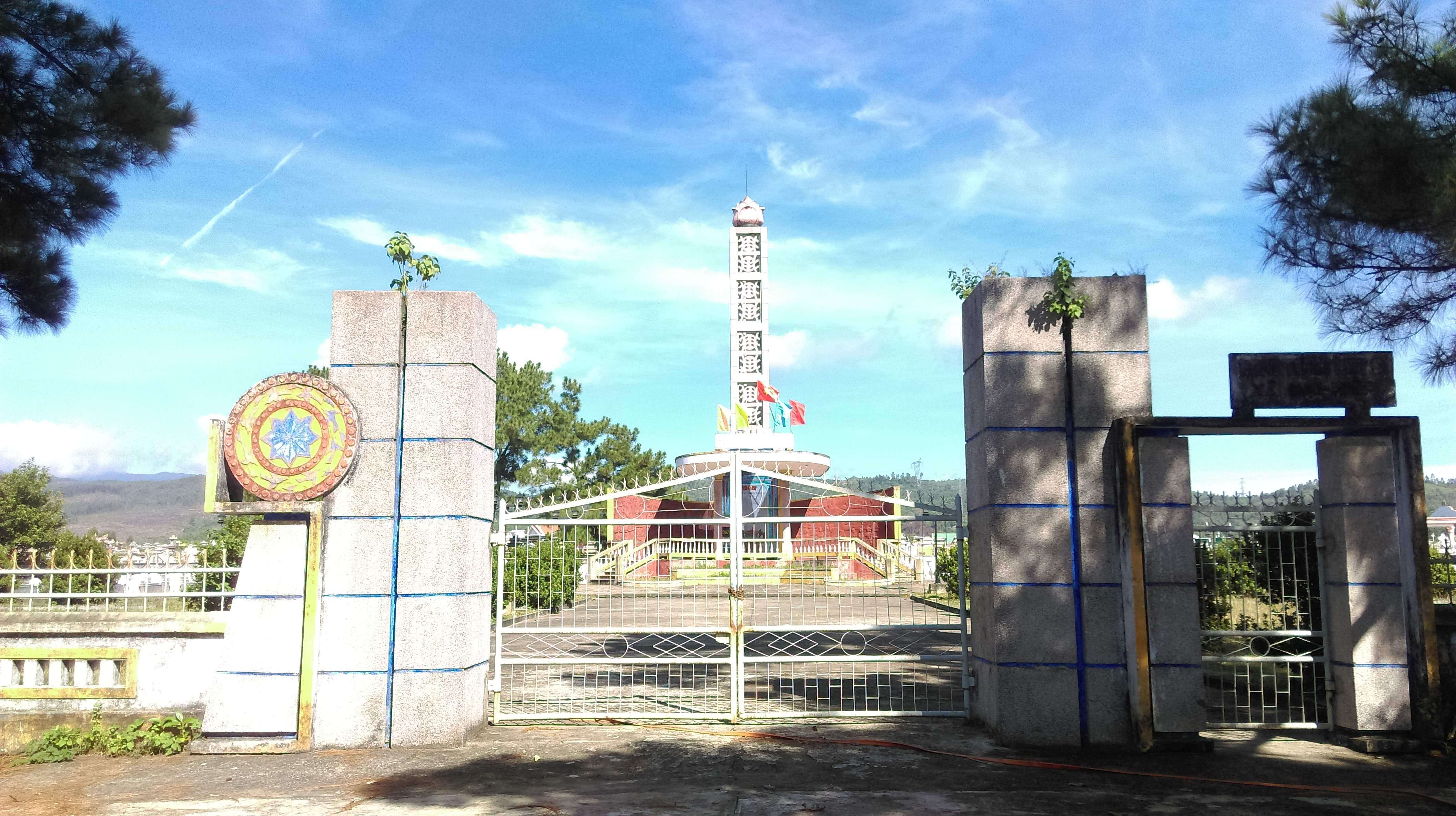
Nghĩa trang Liệt sĩ xã Đại Hiệp

Đại Hiệp là một xã thuộc huyện Đại Lộc, tỉnh Quảng Nam, Việt Nam.
Xã Đại Hiệp có diện tích 23,74 km², dân số năm 2019 là 9.437 người, mật độ dân số đạt 398 người/km².